# Éric Liot
Éric Liot, né en avril 1964, est un sculpteur, artiste peintre et collagiste français.

## Biographie
Il expose en France et à l'étranger depuis 1990.
Son univers s'inspire du pop art américain, du street art et de la bande dessinée. On y retrouve des héros comme Arsène Lupin, Superman, ou Che Guevara, ainsi que des grandes marques comme Campbell ou Bibendum. Il utilise, pour ses œuvres, des objets de récupération qu'il assemble. Pour la réalisation, son matériau préféré reste le bois.
Ses créations, souvent de couleurs vives à ses débuts, se sont adoucies avec le temps. Il est proche du mouvement de la figuration narrative comme Erró ou Peter Klasen. Les œuvres comme Icare, King Kong, Grand Cherokee ou Casque grec montrent bien cette évolution.

## Hommage
La commune du Touquet-Paris-Plage, qui a accueilli les œuvres d'Éric Liot, lui rend hommage en apposant une plaque, avec la signature et les empreintes des mains de l'artiste, sur le sol du jardin des Arts.

## Expositions personnelles récentes
2019
- Galerie Huberty & Breyne, Bruxelles, Belgique
- Propriété Caillebotte – Yerres, France
- AD Galerie – Montpellier, France

2018
- Galerie L’Estampe – Strasbourg, France
- Industrie magnifique, Strasbourg, France

2017
- Galerie Martine Ehmer, Bruxelles, Belgique
- Vieux Phare de Penmarc’h, Penmarc’h, France
- H2M – Espace d’Art contemporain, Bourg en Bresse, France

2016
- Dernier combat – AD Galerie – Montpellier, France
- Galerie Jos Depypere, Kuurne, Belgique
- Galerie AMRP – Lyon, France

2015
- Ceci n'est pas un… – Galerie Olivier Waltman, Paris, France
- Galerie Huberty Breyne – Bruxelles, Belgique

2014
- AD Galerie – Montpellier, France (monographie)
- Absolute Art Gallery – Knokke, Belgique
- Galerie Nathalie Clouard, Rennes, France

## Expositions collectives récentes
2019
- Art Paris – Grand Palais – Galerie Lacan, Strasbourg, France
- Art Up – AD Galerie, Lille, France
- St’art – AD Galerie, Strasbourg, France
- Art Élysées – AD Galerie, Paris, France
- Grand Écran – Galerie Pascal Gabert, Paris, France

2018
- Art Up – AD Galerie, Lille, France
- Art Élysées – AD Galerie, Paris, France
- St’art – AD Galerie, Strasbourg, France

2017
- Art Up, AD Galerie, Lille, France
- 8°avenue – AD Galerie, Paris, France
- St’art – AD Galerie, Strasbourg, France

2016
- Pras / Kulundzic / Liot – Galerie Raphael 12, Frankfurt, Allemagne
- Art Karlsruhe Galerie Raphael 12, Karlsruhe, Allemagne
- Art Up AD Galerie, Lille, France
- St’art – AD Galerie, Strasbourg, France
- The Power of link – Art Thema Gallery, Bruxelles, Belgique
- 8°avenue – AD Galerie, Paris, France

2015
- Too Much Eric Liot, Bernard Pras – Château du val Fleury, Gif sur Yvette, France
- La musique adoucit les mœurs AD Galerie, Montpellier, France
- 8°avenue – AD Galerie, Paris, France

2014
- One more Time, Rasson Art Galerie, Tournai, Belgique
- Love Galerie Pluskwa, Marseille, France
- Art Up AD Galerie, Lille, France